# Східна Фінляндія
Схі́дна Фінля́ндія — одна з 6 губерній Фінляндії з 1998 року по січень 2009. Межувала з губерніями Оулу, Західна Фінляндія та Південна Фінляндія, а також з Росією. Адміністративним центром було місто Міккелі.
З 1 січня 2010 року всі губернії були скасовані. Замість цього були утворені агентства регіонального управління. На зміну губернії Східна Фінляндія прийшло агентство регіонального управління Східної Фінляндії.

## Історичні провінції
1997 року відбувся переділ адміністративних кордонів, в результаті чого кількість губерній в Фінляндії зменшилася з 12 до 6. Провінції Міккелі, Куопіо та Північна Карелія були об'єднані в губернію Східна Фінляндія.

## Склад
Східна Фінляндія включала три провінції:
- Північна Карелія (фін. Pohjois-Karjala, швед. Norra Karelen)
- Північна Савонія (фін. Pohjois-Savo, швед. Norra Savolax)
- Південна Савонія (фін. Etelä-Savo, швед. Södra Savolax)

Провінції включали 66 комун.

## Герб
Герб Східної Фінляндії являє собою два герба (Карелії та Саво), зібрані воєдино.